# Wahlkreis Greiz II
Der Wahlkreis Greiz II (Wahlkreis 40) ist ein Landtagswahlkreis in Thüringen und umfasst (Landtagswahl 2019) vom Landkreis Greiz die östlichen Gemeinden, das sind Berga/Elster, Bethenhausen, Brahmenau, Braunichswalde, Endschütz, Gauern, Greiz, Großenstein, Hilbersdorf, Hirschfeld, Kauern, Korbußen, Linda b. Weida, Mohlsdorf-Teichwolframsdorf, Neumühle/Elster, Paitzdorf, Pölzig, Reichstädt, Ronneburg, Rückersdorf, Schwaara, Seelingstädt, Teichwitz und Wünschendorf/Elster.

## Wahl 2024
Die Landtagswahl in Thüringen 2024 fand am 1. September 2024 statt. Fünf der sieben bislang im Landtag vertretenen Parteien hatten Direktkandidaten für die Erststimme im Wahlkreis Greiz II aufgestellt; zehn traten für die Zweitstimme an. Dazu zählten auch die Grünen als Bundesregierungspartei und das relativ neue BSW, zwei in Landtag und Bundestag vertretene Parteien die sich bei landesweit 44 Wahlkreisen in 20 bzw. 6 Wahlkreisen mit Kandidaten bewarben. Für die CDU, die üblicherweise in Greiz das Direktmandat gewinnt, trat zum dritten Mal Christian Tischner an. Zum vierten Male für die SPD am Start war die langjährige und amtierende Finanzministerin Heike Taubert; die ehemalige Spitzenkandidatin von 2014 hatte den wenig aussichtsreichen SPD-Landeslistenplatz 12 inne. Zu diesen beiden gesellte sich erstmals ein dritter erfahrener Landespolitiker, Björn Höcke, seit 2014 Fraktionsvorsitzender der AfD Thüringen im Thüringer Landtag, und erneut AfD-Spitzenkandidat mit Landeslistenplatz 1.
Höcke war 2014 und 2019 im Wahlkreis Eichsfeld I angetreten, einer katholischen CDU-Hochburg mit meist über 50 %, und zog jeweils über die Landesliste ein, wie 2019 insgesamt elf AfD-MdL, während sieben Direktmandate gewonnen wurden. Für 2024 war absehbar dass die AfD deutlich mehr Direktmandate gewinnen würde, und dass womöglich selbst sein Listenplatz 1 kein Mandat zugeteilt bekäme; tatsächlich gewann die AfD 2024 29 Direktmandate und nur noch drei Listenmandate. Wie unter solchen Konstellationen (z. B. CSU in Bayern) üblich, und etwa gemäß Landtagswahlrecht Baden-Württemberg bis 2021 ohne Landeslisten erforderlich, müssen Spitzenpolitiker in einem als „sicher“ eingeschätzten Wahlkreis antreten, oder laufen Gefahr, dass Wähler in nur einem Wahlkreis über den Einzug ins Landesparlament entscheiden; Beispiel Susanne Eisenmann als 2021 im WK Stuttgart II gescheiterte Spitzenkandidatin der CDU Baden-Württemberg.
Trotz nur 27,1 % Zweitstimmenanteil für die CDU konnte Christian Tischner mit 43,0 % über 4000 Erststimmen zusätzlich auf sich vereinen und damit erneut das Direktmandat gewinnen. Die AfD konnte im Wahlkreis mit 37,1 % Zweitstimmenanteil ihr Landesergebnis zwar noch toppen, aber nur gut 400 Wähler anderer Parteien gaben ihre Erststimme an Björn Höcke der dennoch mit 38,9 % die Direktmandat-Ergebnisse von 2009 bis 2019 jeweils deutlich übertraf. Durch das schlechte Landesergebnis der Kanzlerpartei SPD konnte Heike Taubert nicht mehr in den Landtag einziehen auch wenn sie im Wahlkreis mehr als doppelt so viele Stimmen wie ihre Partei erzielte; ein ähnlich achtbares Ergebnis holte der Kandidat der Bundesregierungspartei FDP, allerdings auf noch niedrigerem absoluten Niveau. Fast die Hälfte der Linken-Wähler wollten dagegen offenbar nicht den Kandidaten der Linken unterstützen. 
| Landtagswahl in Thüringen 2024 – WK Greiz IIZweitstimmen %403020100 37,1 %27,1 %15,2 %10,6 %3,9 %1,3 %1,1 %1,0 %0,6 %0,6 %0,5 %0,9 % AfDCDUBSWLinkeSPDGrüneFDPTier. hierFWWUBDSonst.Gewinne und Verlusteim Vergleich zu 2019 %p 16 14 12 10 8 6 4 2 0 −2 −4 −6 −8−10−12−14−16−18+11,1 %p+2,6 %p+15,2 %p−17,4 %p−4,3 %p−1,7 %p−4,0 %p−0,3 %p+0,6 %p+0,6 %p+0,5 %p−3,0 %pAfDCDUBSWLinkeSPDGrüneFDPTier. hierFWWUBDSonst. |

| Gegenstand der Nachweisung | Gegenstand der Nachweisung | Erst- stimmen | Erst- stimmen | Zweit- stimmen | Zweit- stimmen |
| Bewerber                   | Partei                     | Anzahl        | %             | Anzahl         | %              |
| -------------------------- | -------------------------- | ------------- | ------------- | -------------- | -------------- |
| Wahlberechtigte            | Wahlberechtigte            | 36.010        | 36.010        | 36.010         | 36.010         |
| Wähler                     | Wähler                     | 27.058        | 27.058        | 27.058         | 75,1           |
| Ungültige Stimmen          | Ungültige Stimmen          | 0435          | 01,6          | 0263           | 01,0           |
| Gültige Stimmen            | Gültige Stimmen            | 26.623        | 98,4          | 26.795         | 99,0           |
| davon                      |                            |               |               |                |                |
| Leon Maximilian Walter     | DIE LINKE                  | 01.995        | 07,5          | 02.846         | 10,6           |
| Björn Höcke                | AfD                        | 10.362        | 38,9          | 09.941         | 37,1           |
| Christian Tischner         | CDU                        | 11.437        | 43,0          | 07.265         | 27,1           |
| Heike Taubert              | SPD                        | 02.345        | 08,8          | 01.034         | 03,9           |
|                            | GRÜNE                      |               |               | 0361           | 01,3           |
| Gernot Sengewald           | FDP                        | 0484          | 01,8          | 0283           | 01,0           |
|                            | TIERSCHUTZ hier!           |               |               | 0268           | 01,0           |
|                            | ÖDP / Familie ..           | 049           | 00,2          |                |                |
|                            | PIRATEN                    | 064           | 00,2          |                |                |
|                            | MLPD                       | 020           | 00,1          |                |                |
|                            | BÜNDNIS DEUTSCHLAND        | 0141          | 00,5          |                |                |
|                            | BSW                        | 4.076         | 15,2          |                |                |
|                            | FAMILIE                    | 0119          | 00,4          |                |                |
|                            | FREIE WÄHLER               | 0169          | 00,6          |                |                |
|                            | WU                         | 0159          | 00,6          |                |                |

## Wahl 2019
Die Landtagswahl in Thüringen 2019 erbrachte folgendes Wahlkreisergebnis:
| Name                    | Partei                                           | Anteil der Erststimmen | Anteil der Zweitstimmen |
| ----------------------- | ------------------------------------------------ | ---------------------- | ----------------------- |
| Christian Tischner      | CDU                                              | 30,4 %                 | 24,5 %                  |
| Sigvald Hahn            | AfD                                              | 25,3 %                 | 26,0 %                  |
| Frank Tempel            | Die Linke                                        | 19,6 %                 | 28,0 %                  |
| Heike Taubert           | SPD                                              | 13,7 %                 | 08,2 %                  |
| Jens Meyer              | FDP                                              | 05,5 %                 | 05,1 %                  |
| Katja Grunert           | GRÜNE                                            | 03,2 %                 | 03,0 %                  |
| Mauson, Adrian Manuel   | Internationalistisches Bündnis                   | 00,2 %                 | 0–                      |
| Zietan, Detlef          | Interessengemeinschaft für Wirtschaft und Arbeit | 02,3 %                 | 0–                      |
| –                       | diverse Parteien                                 | 0–                     | 0... %                  |
| Wahlberechtigte: 38.310 |                                                  |                        |                         |
| Wähler: 25.219          |                                                  |                        |                         |
| Wahlbeteiligung: 65,8 % |                                                  |                        |                         |

## Wahl 2014
Die Landtagswahl in Thüringen 2014 erbrachte folgendes Wahlkreisergebnis:
| Name                              | Partei    | Anteil der Erststimmen |
| --------------------------------- | --------- | ---------------------- |
| Christian Tischner                | CDU       | 34,7 %                 |
| Holger Steiniger                  | Die Linke | 22,2 %                 |
| Heike Taubert                     | SPD       | 21,6 %                 |
| Bärbel Kowsky                     | AfD       | 12,3 %                 |
| David Köckert                     | NPD       | 3,9 %                  |
| Jens Meyer                        | FDP       | 2,7 %                  |
| Martin Kleinsteuber               | GRÜNE     | 2,6 %                  |
| Wahlberechtigte: 42.167 Einwohner |           |                        |
| Wahlbeteiligung: 55,8 %           |           |                        |

## Wahl 2009
Bei der Landtagswahl in Thüringen 2009 traten folgende Kandidaten an:
| Name                              | Partei    | Anteil der Erststimmen |
| --------------------------------- | --------- | ---------------------- |
| Horst Krauße                      | CDU       | 29,9 %                 |
| Diana Skibbe                      | Die Linke | 22,9 %                 |
| Heike Taubert                     | SPD       | 26,0 %                 |
| Johannes Möstl                    | GRÜNE     | 3,8 %                  |
| Wilhelm Wüstner                   | FDP       | 12,8 %                 |
| Norman Wilkens                    | NPD       | 4,7 %                  |
| Wahlberechtigte: 43.501 Einwohner |           |                        |
| Wahlbeteiligung: 56,9 %           |           |                        |

## Wahl 2004
Bei der Landtagswahl in Thüringen 2004 traten folgende Kandidaten an:
| Name                              | Partei | Anteil der Erststimmen |
| --------------------------------- | ------ | ---------------------- |
| Horst Krauße                      | CDU    | 43,1 %                 |
| Diana Skibbe                      | PDS    | 26,1 %                 |
| Heike Taubert                     | SPD    | 21,8 %                 |
| Till Hafner                       | GRÜNE  | 3,2 %                  |
| Horst Gerber                      | FDP    | 5,7 %                  |
| Wahlberechtigte: 45.867 Einwohner |        |                        |
| Wahlbeteiligung: 53,5 %           |        |                        |

## Wahl 1999
Bei der Landtagswahl in Thüringen 1999 traten folgende Kandidaten an:
| Name                              | Partei | Anteil der Erststimmen |
| --------------------------------- | ------ | ---------------------- |
| Horst Krauße                      | CDU    | 48,1 %                 |
| Harald Seidel                     | SPD    | 26,1 %                 |
| Bernd Grimm                       | PDS    | 20,8 %                 |
| Harald Seeger                     | REP    | 3,0 %                  |
| Hanno Sengewald                   | FDP    | 2,0 %                  |
| Wahlberechtigte: 47.890 Einwohner |        |                        |
| Wahlbeteiligung: 58,4 %           |        |                        |

## Bisherige Abgeordnete
Direkt gewählte Abgeordnete des Wahlkreises Greiz II waren:
| Jahr                | Name               | Partei | Anteil der Erststimmen      |
| ------------------- | ------------------ | ------ | --------------------------- |
| 2024 2019 2014      | Christian Tischner | CDU    | 43,0 % 30,4 % 34,7 %        |
| 2009 2004 1999 1994 | Horst Krauße       | CDU    | 29,9 % 43,1 % 48,1 % 42,6 % |